# 6-os busz (Mosonmagyaróvár)
A mosonmagyaróvári 6-os jelzésű autóbusz az Autóbusz-végállomás és a Halászi út, Gyöngyös lakótelep megállóhelyek között közlekedik, a Vasútállomás érintésével. A vonalat a Volánbusz üzemelteti.

## Közlekedése
A vonalon csak regionális autóbuszjáratok közlekednek.

## Útvonala
| Halászi út, Gyöngyös lakótelep felé | Autóbusz-végállomás felé |
| --- | --- |
| Autóbusz-végállomás – TESCO Áruház parkoló – Királyhidai út – Szent István király út – Kossuth Lajos utca – Kossuth Lajos utca – Hild János tér – Soproni utca – József Attila utca – Szent István király út – Fő út – Deák Ferenc tér – Cserháti Sándor utca – Halászi út – Halászi út, Gyöngyös lakótelep | Halászi út, Gyöngyös lakótelep – Halászi út – Cserháti Sándor utca – Deák Ferenc tér – Fő út – Szent István király út – József Attila utca – Soproni utca – Hild János tér – Kossuth Lajos utca – Kossuth Lajos utca – Szent István király út – Királyhidai út – TESCO Áruház parkoló – Autóbusz-végállomás |

## Megállóhelyei
| 0  | Autóbusz-végállomás               | 21 | 1, 1K, 2, 3, 3K, 5A, 5H, 5K, 5R, 7, 7I, 7M     | Autóbusz-állomás, TESCO Hipermarket, Park Center, ÉNYKK Zrt. |
| ∫  | Lőpor utca                        | 19 | 4A                                             | Móra Ferenc lakótelep, Református templom, Móra Ferenc Általános Iskola, Hunyadi Mátyás Szakképző és Szakközépiskola, Mosonvármegyei Múzeum                                                  |
| ∫  | Damjanich János utca              | 18 | 4A                                             | |
| ∫  | Ostermayer utca                   | 16 | 4A, 7                                          | |
| 6  | Vasútállomás                      | 15 | 1, 1B, 1K, 2, 4, 4A, 4H, 5, 7, 8               | Mosonmagyaróvár Hild János tér |
| 7  | József Attila utca                | 14 | 1, 1B, 1K, 2, 4, 4H, 5, 8                      | |
| 8  | Kühne gyár                        | 13 | 1, 1B, 1K, 2, 3, 3K, 4, 4H, 5, 8               | Kühne gyár |
| 10 | Közösségi ház                     | ∫  | 1, 1B, 1K, 2, 3, 3K                            | Fehér Ló Közösségi Ház |
| 11 | Mosoni posta                      | 11 | 1, 1B, 1K, 2, 3, 3K                            | Szent János plébániatemplom, Huszár Gál Városi Könyvtár, Posta |
| 12 | Szent István király út, Duna utca | 9  | 1, 1B, 1K, 2, 3, 3K                            | Szent Rozália kápolna, Ostermayer Napköziotthonos Óvoda |
| 13 | Kormos István lakótelep           | 8  | 1, 1B, 1K, 2, 3, 3K                            | Kormos István lakótelep, Éltes Mátyás Nevelési-Oktatási Központ, Vackor Óvoda |
| 15 | Móra Ferenc lakótelep             | 7  | 1, 1B, 1K, 3, 3K, 4, 4H, 5                     | Móra Ferenc lakótelep, Református templom, Móra Ferenc Általános Iskola, Hunyadi Mátyás Szakképző és Szakközépiskola, Bolyai János Általános Iskola, Mosonvármegyei Múzeum                   |
| 17 | Evangélikus templom               | 5  | 1, 1B, 1K, 3, 3K, 4, 4A, 4H, 5, 5A, 5H, 5K, 5R | Karolina Kórház és Rendelőintézet, Evangélikus templom, Régi Vámház tér, Városkapu tér, ÁNTSZ, Bolyai János Informatikai és Közgazdasági Szakgimnázium, Mosonmagyaróvári Járásbíróság, Posta |
| 19 | Városháza                         | 3  | 1, 1B, 2, 3, 4, 4A, 4H, 5, 5A, 5H, 5K, 5R      | Városháza, Deák Ferenc tér, Posta, Óvári Szűz Mária Királynő és Szent Gotthárd templom, Óváros                                                                                               |
| ∫  | Egyetem                           | 2  | 5, 5A, 5H                                      | Széchenyi István Egyetem Mezőgazdaság- és Élelmiszertudományi Kar, Mosonmagyaróvári Vár, Szent Anna kápolna                                                                                  |
| 21 | Kálnoki út                        | 1  | 5, 5A, 5H                                      | |
| 22 | Halászi út, Gyöngyös lakótelep    | 0  | 5, 5A, 5H                                      | |